# Públicos do Clube de Regatas do Flamengo
O Flamengo é o clube brasileiro que mais leva grandes públicos aos estádios, já tendo levado com mando de campo públicos acima de 100.000 pessoas por pelo menos 117 vezes. Essa lista destaca os maiores públicos pagantes.

## Recordes de público
Todos estes públicos (pagantes) ocorreram no Estádio do Maracanã.

## Maiores públicos em confrontos interestaduais
- Públicos pagantes, jogos no Estádio do Maracanã, acima de 100.000.

1. 29/05/83 - 155.523 - Flamengo 3–0 Santos (SP) - Campeonato Brasileiro.
2. 01/06/80 - 154.355 - Flamengo 3–2 Atlético (MG) - Campeonato Brasileiro.
3. 06/04/79 - 139.953 - Flamengo 5–1 Atlético (MG) - Amistoso.
4. 18/04/82 - 138.107 - Flamengo 1–1 Grêmio (RS) - Campeonato Brasileiro.
5. 01/05/64 - 132.550 - Flamengo 3–2 Santos (SP) - Torneio Rio-São Paulo. (*)
6. 11/04/82 - 120.441 - Flamengo 2–1 Guarani (SP) - Campeonato Brasileiro.
7. 29/11/87 - 118.162 - Flamengo 1–0 Atlético (MG) - Campeonato Brasileiro.
8. 09/12/79 - 112.047 - Flamengo 1–4 Palmeiras (SP) - Campeonato Brasileiro.
9. 18/05/80 - 110.079 - Flamengo 2–0 Santos (SP) - Campeonato Brasileiro.
10. 12/05/83 - 109.819 - Flamengo 3–0 Atlético (PR) - Campeonato Brasileiro.

(*) Portões abertos.

## Maiores públicos em confrontos internacionais
- Públicos pagantes, jogos contra clubes no Estádio do Maracanã.

1. 13/11/1981 - 93.985 - Flamengo 2–1 Cobreloa (CHI) - Copa Libertadores.
2. 16/11/1982 - 90.939 - Flamengo 0–1 Peñarol (URU) - Copa Libertadores.
3. 06/12/1995 - 89.336 - Flamengo 0–1 Independiente (ARG) -  Supercopa Sul-Americana.
4. 19/06/1955 - 83.563 - Flamengo 1–0 Benfica (POR) - T.I. Charles Miller (92.257  presentes).
5. 19/01/1957 - 85.111 - Flamengo 6–4 Honved (HUN) - Amistoso (92.174 presentes *).
6. 21/12/2001 - 79.392 - Flamengo 0–0 San Lorenzo (ARG) - Copa Mercosul (83.317 presentes).
7. 01/03/1970 - 76.557 - Flamengo 0–0 Peñarol (URU) - Amistoso.

(*) Algumas fontes apresentam a soma do público pagante da partida do Honved contra o Botafogo com o da partida contra o Flamengo, como se fosse o público desta partida.